# ランムール
ランムール （Lanmeur、ブルトン語:Lanneur）は、フランス、ブルターニュ地域圏、フィニステール県のコミューン。

## 歴史
ランムール教区はトレギエ司教区に囲まれているが、ランムール助祭はドル＝ド＝ブルターニュ司教に属し、聖メラールと聖サムソンの言葉を伝えていた。また、小教区としてロキレックを抱えていた。コミューンの古い名は、『泉の町』を意味するKer Feuteunである。
ランムールはかつて司教がいたがドル司教区と統合した。その名残でフランス革命まで助祭が置かれた。ランムール司教の墓はリュプルヴェンにあった。しかしアルベール・ル・グランは1637年に出版された自分の著作において、墓はオピタル・ペルにあったと記した。これらの集落は、現在ランムールの一部となっている。
ランムールにあったサン・フィアクル無線基地が、1944年5月19日と5月23日に連合国側の空爆を受けた。

## ブルトン語
2007年の新学期時点で、ランムールの児童の13.2%がブルトン語との二言語教育を行う小学校に在籍していた。

## 人口統計
| 1962年 | 1968年 | 1975年 | 1982年 | 1990年 | 1999年 | 2006年 | 2010年 |
| ------ | ------ | ------ | ------ | ------ | ------ | ------ | ------ |
| 1883   | 1885   | 2049   | 2100   | 2084   | 2122   | 2173   | 2171   |

参照元:1999年までEHESS、2000年以降INSEE

## 史跡
- サン・メラール教会 - 1904年再建。納骨堂は10世紀のもので、前ロマネスク様式のもの
- ノートルダム教会 - かつての修道院付属教会。

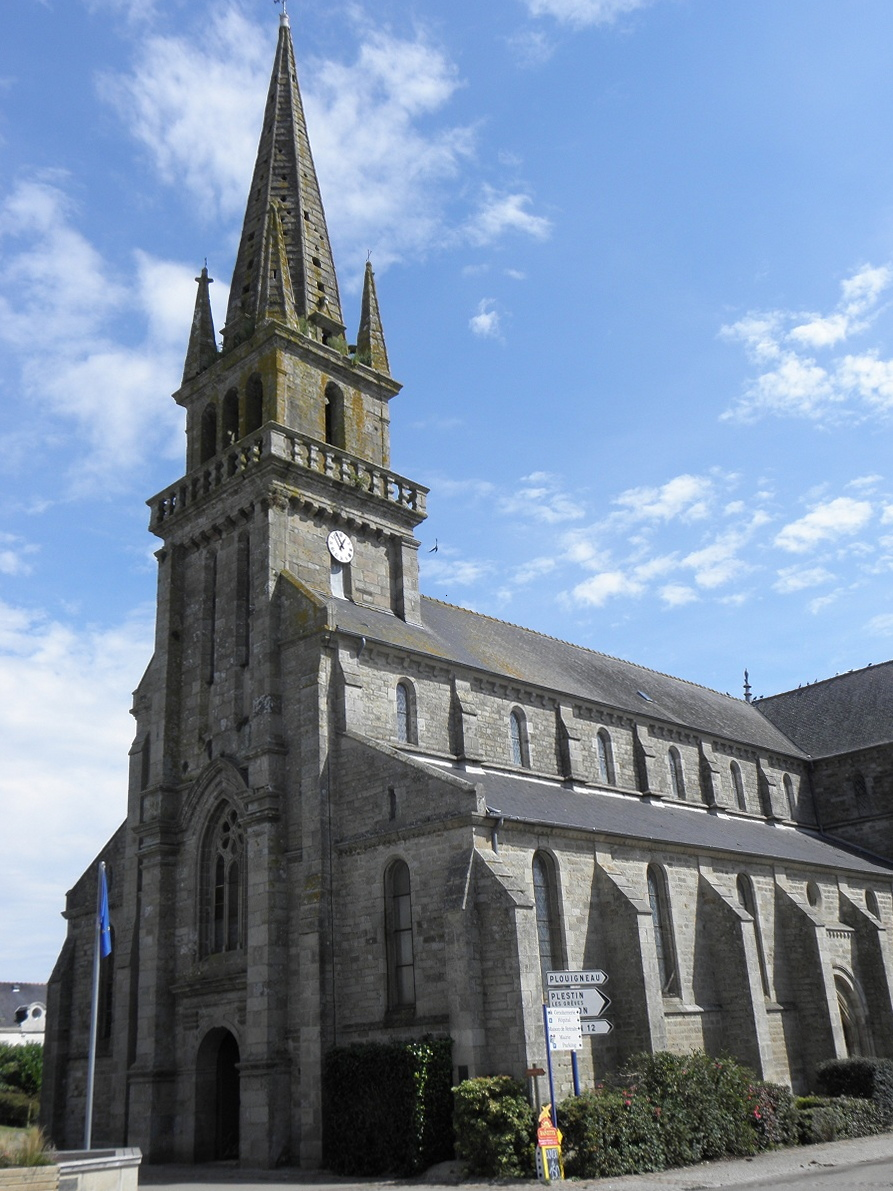
サン・メラール教会
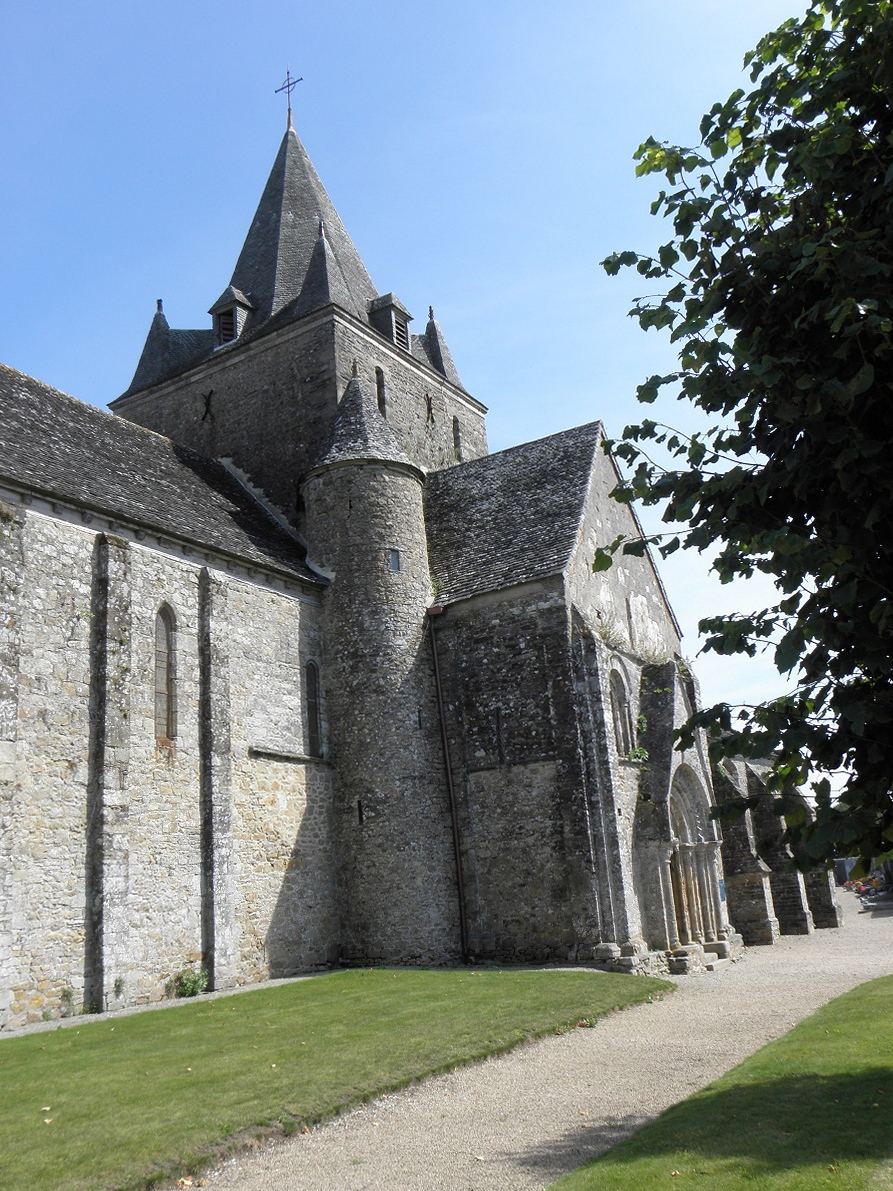
ノートルダム教会

## ゆかりの人物
- ジャン・オノレ・ド・トロゴフ・ド・ケルレシー（fr:Jean-Honoré de Trogoff de Kerlessy） - 18世紀の海軍軍人
- 歌手トマ・フェルセンは、Je n'ai pas la galeという曲でランムールについて歌っている。
- ジャック・ケルアック・フェスティヴァルが毎年3月にランムールで開催されている[6]。